# 新精武门 (1976年电影)
《新精武门》（英語：New Fist of Fury）是1976年7月8日在英属香港上映的动作片。

## 劇情
精武門大師兄陳真被迫害去世後，精武門人慘遭迫害。其師妹麗兒決心為他報仇雪恨，在探長的安排下，她渡海來到臺灣尋求外公的扶助，卻慘遭日本人追殺。幸虧途中遇到阿龍的援助才得以逃脫，於是麗兒與外公決心培養阿龍作為陳真的接班人，教授其武功。阿龍與順伯在台灣雖然靠偷竊維生，但一向恨透日本人所作所為。某天，阿龍因不肯加入日本人開設的武館而慘被毒打，幸得麗兒等人救回。日本武士岡村欲統一全台灣武術界，歸入其大和門下，於是多次壓迫精武體育會，阿龍眼見中國人受此侮辱，決心學武。在一次岡村召開的武術大會中，施展精武門絕技，把日本武士逐個擊敗，重振聲威。

## 演員
| 演员   | 角色     | 备注       |
| 成龙   | 阿龙     | 台湾青年   |
| 苗可秀 | 小丽     | 精武门弟子 |
| 陈星   | 中村先生 | 日本人     |

## 花絮
1973年，華人巨星李小龙去世，是電影界不可挽回的損失。而羅維此時決心尋找一個李小龍樣式的功夫巨星接力功夫片。不過此片拍攝時，成龍剛從澳大利亚回來不久，此時並未形成成龍自己的風格。本片在臺灣八斗子、淡水、彰化、鹿港等地取景。